# Maré
Maré  (nelle lingue canache: Lauf, pron. /Laˈu/, o Nengone) è un comune della Nuova Caledonia nella Isole della Lealtà.
Il comune occupa l'isola di Maré e le isole vicine.